# A True Patriot
A True Patriot è un cortometraggio muto del 1909. Il nome del regista non viene riportato nei credit del film.

## Trama
Durante la guerra d'indipendenza, le truppe americane tengono sotto pressioni quelle britanniche. Il generale inglese chiede a un ragazzo del posto di portare un messaggio al comando britannico e lui, dietro consiglio degli americani, decide di accettare. Invece che agli inglesi, porterà però il messaggio al comando americano. Testimone della trattativa con gli inglesi è stato l'idiota del villaggio che riferisce al padre del ragazzo come questi si sia venduto per denaro. Il padre, furioso, aggredisce il figlio ferendolo con l'ascia. In quel momento, arriva il generale statunitense, venuto per congratularsi con il coraggioso ragazzo per il grande servizio reso al Paese. Quando il padre si rende conto di come sono andate veramente le cose, chiede perdono al figlio per aver dubitato di lui.

## Produzione
Il film fu prodotto dalla Lubin Manufacturing Company.

## Distribuzione
Distribuito dalla Lubin Manufacturing Company, il film - un cortometraggio di 224 metri - uscì nelle sale cinematografiche statunitensi il 9 settembre 1909. Nelle proiezioni, veniva programmato con il sistema dello split reel, accorpato in un'unica bobina con un altro cortometraggio prodotto dalla Lubin, il documentario Glimpses of Yellowstone Park.